# 16053 Brennan
16053 Brennan este un asteroid din centura principală de asteroizi.

## Descriere
16053 Brennan este un asteroid din centura principală de asteroizi. A fost descoperit pe 10 mai 1999 la Socorro, New Mexico, în cadrul proiectului LINEAR. Asteroidul prezintă o orbită caracterizată de o semiaxă mare de 2,85 ua, o excentricitate de 0,01 și o înclinație de 1,1° în raport cu ecliptica.